# Kamo no Chōmei
Kamo no Chōmei (1153 sau 1155 - 1216) a fost un poet și călugăr budist japonez.
A fost unul dintre principalii autori cuprinși în antologia Shinkokinshū (1205, Noua antologie de poeme vechi și moderne).
Celebrul său eseu, Hōjōki (1212, Letopiseț din sihăstrie), aparține speciei literare zuihitsu, inaugurată de Sei Shonagon.
Acesta evocă, într-o viziune pesimistă, viața în singurătatea naturii.
A mai scris și un tratat de critică literară și de poetică și o culegere de versuri.

## Biografie
Chōmei a trăit într-o perioadă turbulentă marcată de războaie, furtuni, cutremure, ciumă, foamete și incendii, pe care o descrie în cartea Hōjōki (1212). Răspunsul lui Chōmei în fața acestor necazuri și suferințe ivite într-o anumită măsură din nebunia oamenilor a fost să abandoneze lumea și să se retragă la sfârșitul epocii Heian într-o sihăstrie, unde să ducă o viață simplă și contemplativă.
Poetul și-a găsit liniștea, acceptând ideea efemerității vieții, după cum a scris într-un celebru pasaj: „Râul curge fără încetare, dar apele lui nu sunt niciodată aceleași. Spuma lui când dispare, când se formează din nou, niciodată nu durează prea mult. Așa este și viața omului aici, pe pământ”. Recunoașterea efemerității tuturor lucrurilor înseamnă, în opinia lui Chōmei, că atât oamenii, cât și opera lor va dispărea.